# Liceum Ogólnokształcące im. Stefana Żeromskiego w Iławie
Liceum Ogólnokształcące im. Stefana Żeromskiego w Zespole Szkół Ogólnokształcących w Iławie – szkoła ponadpodstawowa w Iławie, w powiecie iławskim.

## Historia

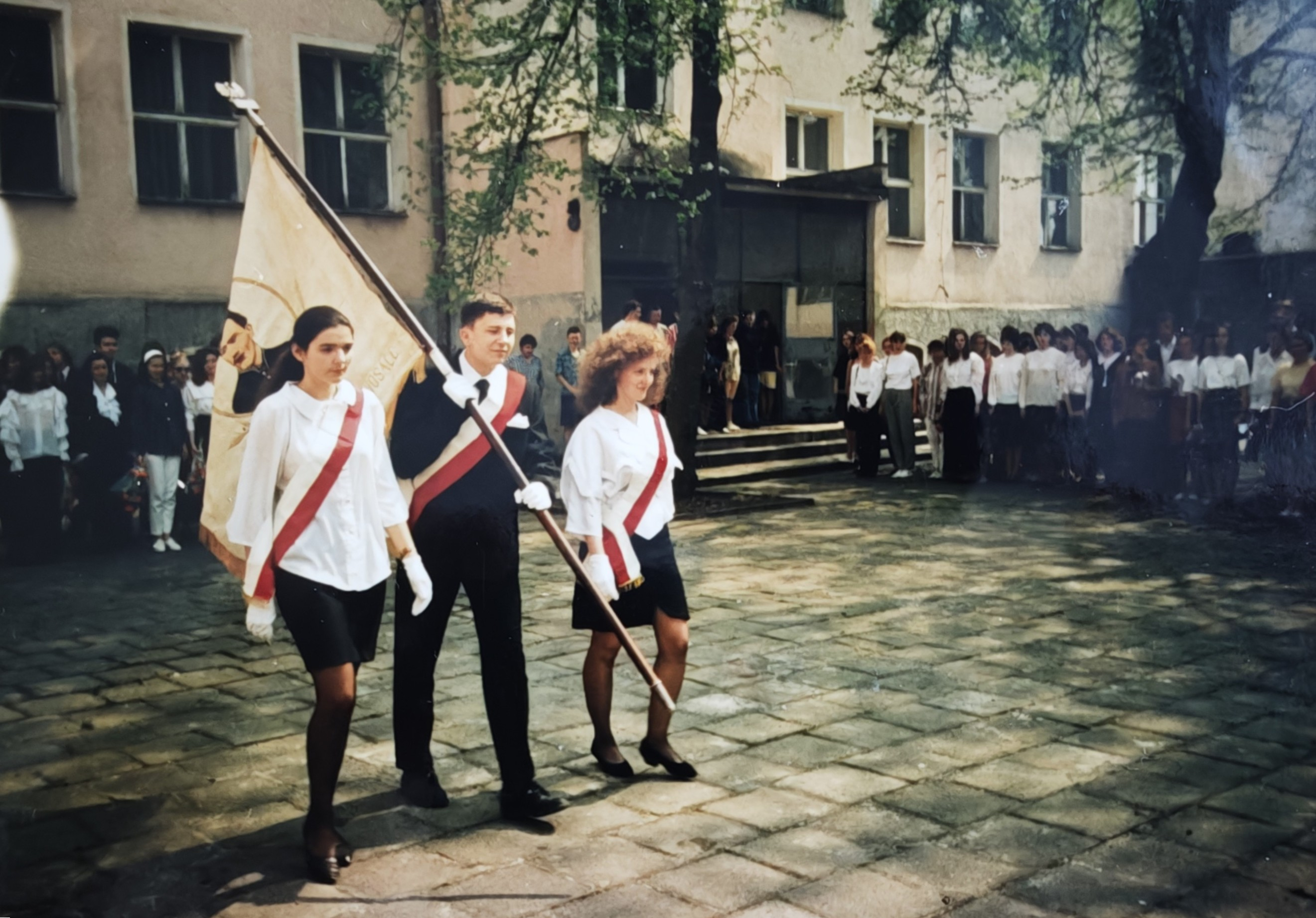
Pożegnanie maturzystów, 1993

Liceum Ogólnokształcące w Iławie zostało utworzone w 1946 roku. Początkowo zajęcia odbywały się w budynku obecnej Szkoły Podstawowej nr 1, ponieważ budynek szkoły został zniszczony w czasie wojny. Funkcjonowały wtedy trzy klasy skupiające łącznie 83 uczniów. W lutym 1957 roku nastąpiło przeniesienie do odbudowanego budynku przy ulicy Sienkiewicza 1. Rok 1962 zaowocował kolejnym ważnym etapem rozwoju, czyli utworzeniem internatu, który znajduje się w pobliżu szkoły. 23 października 1966 roku, w uznaniu osiągnięć szkoły, z okazji dwudziestolecia jej istnienia, nastąpiła uroczystość nadania imienia Stefana Żeromskiego. Lata 70. i 80. to dalszy dynamiczny rozwój i rozbudowa szkoły. Powstały wtedy grupy fakultatywne i klasy profilowane. Laboratorium języków obcych zostało utworzone w roku 1977. W roku następnym oddano do użytku nowe skrzydło budynku, w którym znajdowało się 9 sal lekcyjnych. W 1986 roku ukończono budowę drugiej pełnowymiarowej sali gimnastycznej z zapleczem sanitarnym, natryskami oraz dwiema salami konferencyjnymi. XXI wiek przyniósł następujące inwestycje: w roku 2005 oddano do użytku salę konferencyjno-dydaktyczną, nieco wcześniej szkołę podłączono do miejskiej sieci ciepłowniczej, a pomieszczenie po kotłowni zaadaptowano na siłownię, w roku 2013 wszystkie pomieszczenia dydaktyczne podłączono do Internetu, co umożliwiło przejście do prowadzenia dokumentacji pracy szkoły wyłącznie poprzez dziennik elektroniczny, w latach 2013–2014 utwardzono kostką brukową parkingi szkolne i dziedziniec szkoły, przy wejściu głównym wybudowano windę dla niepełnosprawnych. Szkoła posiada także internat, który może przyjąć 100 osób. Uczniowie spoza internatu mają możliwość korzystania z obiadów w stołówce internackiej.
Funkcję dyrektora szkoły pełni Roman Groszkowski.
W 2018 roku szkoła była gospodarzem sesji obrad Młodzieżowego Parlamentu Państw Morza Bałtyckiego.

## Ludzie związani ze szkołą
- Marta Chodorowska (1981–) – polska aktorka[5]
- Jakub Falkowski (1984–) – polski aktor
- Antoni Gierszewski (1918–1990) – nauczyciel, działacz społeczny
- Bernadeta Hordejuk (1964–) – była przewodnicząca sejmiku warmińsko-mazurskiego[6]
- Stanisław Hertel (1905–1996) – nauczyciel, działacz społeczno-oświatowy
- Mirosław Kochalski (1965–) – były prezydent miasta st. Warszawy[7]
- Stanisław Kociołek (1933–2015) – komunistyczny wiceprezes Rady Ministrów w PRL
- Kazimierz Maliszewski (1950–) – polski historyk
- Piotr Żuchowski (1964–) – były sekretarz stanu w Ministerstwie Kultury i Dziedzictwa Narodowego